# Falkville
Falkville ist ein Ort im Morgan County im US-Bundesstaat Alabama.
Die Gesamtfläche des Ortes beträgt 9,5 km². Das U.S. Census Bureau hat bei der Volkszählung 2020 eine Einwohnerzahl von 1.197 ermittelt.

## Demographie
Bei der Volkszählung aus dem Jahr 2000 hatte Falkville 1202 Einwohner, die sich auf 365 Haushalte und 254 Familien verteilten. Die Bevölkerungsdichte betrug somit 126,1 Einwohner/km². 92,26 % der Bevölkerung waren weiß, 5,91 % afroamerikanisch. In 27,9 % der Haushalte lebten Kinder unter 18 Jahren. Das Durchschnittseinkommen betrug 34.583 US-Dollar pro Haushalt, wobei 11,6 % der Bevölkerung unterhalb der Armutsgrenze lebten.